# سیاست‌گذاری شواهدمحور
سیاست‌گذاری شواهدمحور یا سیاست‌گذاری مبتنی بر شواهد نوعی از سیاست‌گذاری در حکومت‌داری و طراحی سیاست‌های عمومی می‌باشد که تأکید فراوان بر تکیه بر شواهد عینی در سیاست‌گذاری دارد. ایده اصلی از پزشکی مبتنی بر شواهد گرفته شده است و به حوزه سیاست‌گذاری عمومی تعمیم داده شده است. یکی از جنبه‌های مهم سیاست‌گذاری مبتنی بر شواهد استفاده از مطالعات علمی دقیق مانند کارآزمایی‌های کنترل‌شده تصادفی برای شناسایی برنامه‌ها و اقدامات سودمند در حوزه سیاست‌های عمومی می‌باشد. با این وجود برخی از حوزه‌های دانش به اندازه کافی از مزایای پژوهش‌های کمی بهره نبرده‌اند و همین موضوع اختلاف نظرهایی را در مورد روش‌ها و ابزارهای شناسایی و جمع‌آوری شواهد معتبر در این حوزه‌ها به وجود آورده است. اطلاعات مناسب، مهارت‌های تحلیلی و حمایت سیاسی عناصر حیاتی در بهره‌برداری از این روش محسوب می‌گردند.
اگر چه استفاده از سیاست‌گذاری مبتنی بر شواهد ریشه در قرن چهاردهم میلادی دارد اما محبوبیت و مطرح شدن اخیر آن در دولت بلر در بریتانیا اتفاق افتاد. دولت تونی بلر گفت: آن‌ها خیال دارند به فرایند سیاست‌گذاری مبتنی بر ایدئولوژی پایان دهند. به عنوان مثال دولت بریتانیا با انتشار مطلبی در سال ۱۹۹۹ ("مدرن سازی دولت") اشاره کرد که دولت باید به دنبال "وضع سیاست‌هایی که واقعاً در جهت مقابله با مشکلات هستند و بر اساس شواهد عینی تدوین گردیده‌اند باشد به جای آنکه به دنبال پاسخ به فشارهای کوتاه مدت باشد؛ مقابله با علل و نه معلول".

## تاریخچه سیاست‌گذاری مبتنی بر شواهد
اولین شکل از سیاست‌گذاری مبتنی بر شواهد نظام تعرفه گذاری در استرالیا بود که تحت قانون توسط هیئت تعرفه وضع می‌گردید. در ابتدا این گزارش‌ها تنها در مورد اثرات تعرفه‌ها بود ولی در ادامه مکانیسم‌های تأثیرگذاری بر صنایع و اقتصاد را نیز دربر گرفت.

## روش پیاده‌سازی سیاست‌گذاری مبتنی بر شواهد
روش‌های متنوعی برای پیاده‌سازی سیاست‌گذاری مبتنی بر شواهد وجود دارد، اما ویژگی‌های زیر در تمامی آن‌ها مشترک است:
- طرح این سؤال که چرا یک سیاست مؤثر خواهد بود و در صورت موفقیت اثرات آنچه خواهد بود.
- بررسی حالت معکوس. در صورتی که سیاست مورد نظر وضع نگردد اثرات آنچه خواهد بود.
- روش‌های اندازه‌گیری تأثیرات ناشی از اعمال سیاست مورد نظر.
- بررسی اثرات مستقیم و غیرمستقیم ناشی از اعمال سیاست.
- تعیین و جداسازی ابهامات و و مواردی خارج از سیاست مذکور که ممکن است اثراتی بر روی خروجی‌های آن سیاست داشته باشند.
- باید قابلیت بررسی و نقد و همچنین تکرارپذیری آن توسط اشخاص ثالث وجود داشته باشد. نظیر اصول علمی که حقیقت آن‌ها وابستگی به باور آزمایش‌کننده نداشته و توسط افراد گوناگون در زمان‌ها و مکان‌های متفاوت قابل تکرار و راستی‌آزمایی می‌باشند.